# المنية (بيت لحم)
المنية هي قرية فلسطينية في محافظة بيت لحم جنوب الضفة الغربية. تقع على بعد 8.6 كم جنوب شرق مدينة بيت لحم وجنوب بلدة تقوع مباشرة. دمجت قرية وادي محمد القريبة منها ضمن اختصاصها. بلغ عدد سكانها حوالي 999 نسمة في تعداد 2007 وفقًا للجهاز المركزي للإحصاء الفلسطيني.

## التسمية والتاريخ
أسس القرية مهاجرون من بلدة سعير الواقعة بالقرب من الخليل. وفقًا للرواية المحلية، فإن اسمها مأخوذ من اسم كهف في المنطقة المجاورة سكنته ملكة من العصر البيزنطي تدعى "Maniya".
زار المستكشف الفرنسي فيكتور جويرين المكان في عام 1863، ووصفه بأنه «خراب قليل الأهمية». في عام 1883، أجرى صندوق استكشاف فلسطين الغربية مسحًا للقرية ووصفها بأنها «تحتوي على أساسات وجدران مدمرة، مع كهف أو اثنين مأهولة.»
في عام 1996، أنشأت السلطة الوطنية الفلسطينية مجلس قروي من سبعة أعضاء لإدارة القرية. حيث يُعين أعضاء المجلس بواسطة وزارة الحكم المحلي الفلسطينية.

## السكان
دخلت فلسطين وفود كبيرة عبر العصور من تجار وغيرهم؛ وذلك لموقعها الهام كنقطة وصل بين القارات، ومركز للحضارات والأديان.
| السنة      | (تعداد 1997) | (تعداد 2007) | (تعداد2017) |
| ---------- | ------------ | ------------ | ----------- |
| عدد السكان |              | 999          | 1,346       |

### عائلات المنية
في القرية عدة عائلات رئيسية تشمل: الجبارين، الفروخ، الكوازبة، التروة والشلالدة.

## مؤسسات القرية
يدير القرية مجلس قروي أنشئ عام 1996 مكون من سبعة أعضاء. في القرية مدرسة وعيادة ومسجد واحد.
قرر مجلس الوزراء الفلسطيني في 19 يناير 2016، فصل تجمع المنية إداريًا عن بلدية تقوع، واستحداث مجلس قروي المنية ليُدير شؤون القرية.

## وصلات خارجية
- ملف قرية المنية - معهد الأبحاث التطبيقية (أريج).
- صفحة قرية المنية في موقع «فلسطين في الذاكرة».
- صورة جوية للقرية.